# 任伟新
任伟新，深圳大学教授，原合肥工业大学土木与水利工程学院院长，主要从事大跨度斜拉和悬索桥梁非线性行为等方面的研究工作。入选中华人民共和国教育部第八批"长江学者"特聘教授、教育部首批新世纪优秀人才计划。